# Рурский виадук (Хердекке)
Рурский виадук (нем. Ruhr-Viadukt) — арочный мост через реку Рур в городе Хердекке (Германия, земля Северный Рейн — Вестфалия). По мосту проходит участок железнодорожного сообщения Дюссельдорф-Дерендорф-Дортмунд-Зюд, на котором организован региональный маршрут RB52. Рурский виадук в Хердекке является тематическим пунктом «Путь индустриальной культуры» (de:Route der Industriekultur) Рурского региона.
Рурский виадук считается официальной восточной границей водохранилища Харкортзее.

## История
В 1875 году Рейнская железнодорожная компания (de:Rheinische Eisenbahn-Gesellschaft) приступила к строительству железнодорожного моста виадучного типа через Рур в Хердекке. 15 мая 1879 года движение по мосту было открыто.
17 мая 1943 года в ходе операции «Chastise» силами 617-й эскадрильей Королевских ВВС была разрушена плотина «Möhne-Sperrmauer». В результате возникшего наводнения Рурский виадук в Хердекке сильно пострадал, а спустя два года был окончательно взорван отступающими войсками вермахта. Работы по восстановлению моста начались только в 1952 году, а движение поездов по нему возобновилось спустя пять лет.

## Технические данные
- Общая длина — 313 м
- Ширина моста — 8 м
- Общий объём бута — 24 400 м³
- Ширина арочных пролётов — 20 м
- Количество арок — 12
- Радиус изгиба моста — 380 м